# Fläckig björnspinnare

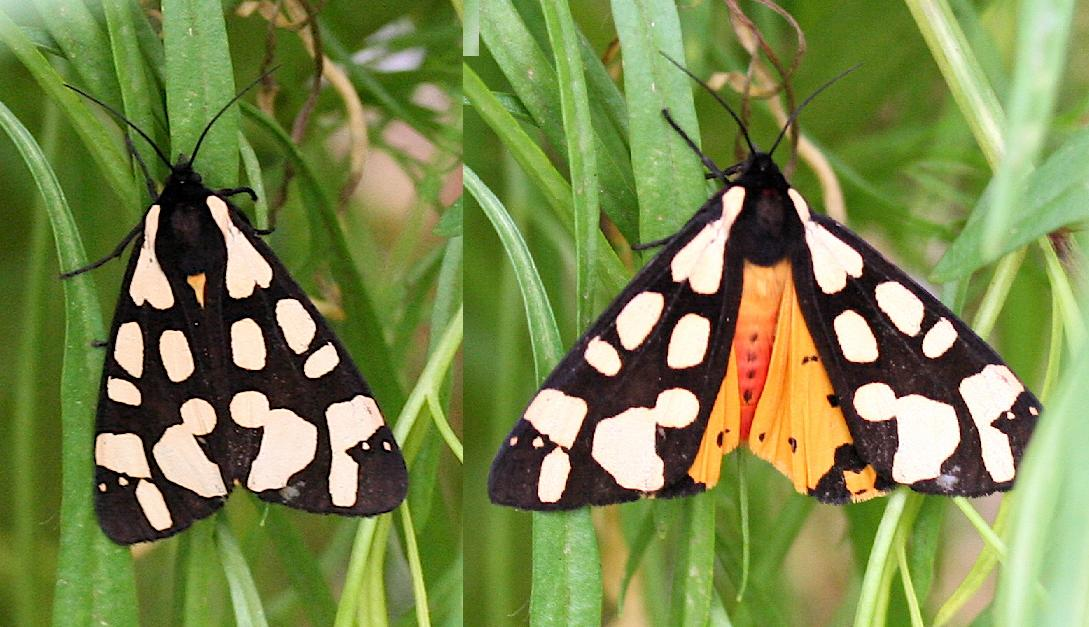
Fläckig björnspinnare

Fläckig björnspinnare (Arctia villica) är en fjäril i familjen björnspinnare som förekommer i ett stråk som sträcker sig från en linje mellan Nordafrika och Storbritannien i väst genom Mellanöstern och Kaukasus till västra Sibirien i öst. Arten uppges varit vanligare fram till 1800-talet, och då även förekommit enstaka individer i till exempel Danmark och södra Sverige. 
Vingbredden är hos hanen 45 till 55 millimeter och hos honan cirka en centimeter större. Arten känns lätt igen på de åtta stora ljusa fläckarna mot mörk bakgrund på främre vingparet. Bakre vingparet är gulaktigt med svarta fläckar; framhörnet svart. Främre delen av kroppen är svart med två ljusa fläckar medan bakkroppen är rödaktig.
Den fläckiga björnspinnaren är en värmeälskande fjäril som föredrar torra och öppna ytor. Den flyttar heller inte gärna på sig, utan stannar på en given lokal. Arten är huvudsakligen nattaktiv.